# Robert Boutigny
Robert Boutigny (Villeneuve-le-Roi, 24 de julio de 1927-Fréjus, 22 de julio de 2022) fue un deportista francés que compitió en piragüismo en la modalidad de aguas tranquilas.
Participó en dos Juegos Olímpicos de Verano en los años 1948 y 1952, obteniendo una medalla de bronce en Londres 1948 en la prueba de C1 1000 m. Ganó dos medallas en el Campeonato Mundial de Piragüismo de 1950.

## Palmarés internacional
| Juegos Olímpicos   | Juegos Olímpicos       | Juegos Olímpicos  | Juegos Olímpicos |
| Año                | Lugar                  | Medalla           | Competición      |
| ------------------ | ---------------------- | ----------------- | ---------------- |
| 1948               | Londres (Reino Unido)  | Medalla de bronce | C1 1000 m        |
| Campeonato Mundial |                        |                   |                  |
| Año                | Lugar                  | Medalla           | Competición      |
| 1950               | Copenhague (Dinamarca) | Medalla de plata  | C1 1000 m        |
| 1950               | Copenhague (Dinamarca) | Medalla de oro    | C1 10 000 m      |